# Synagoge (Savoca)

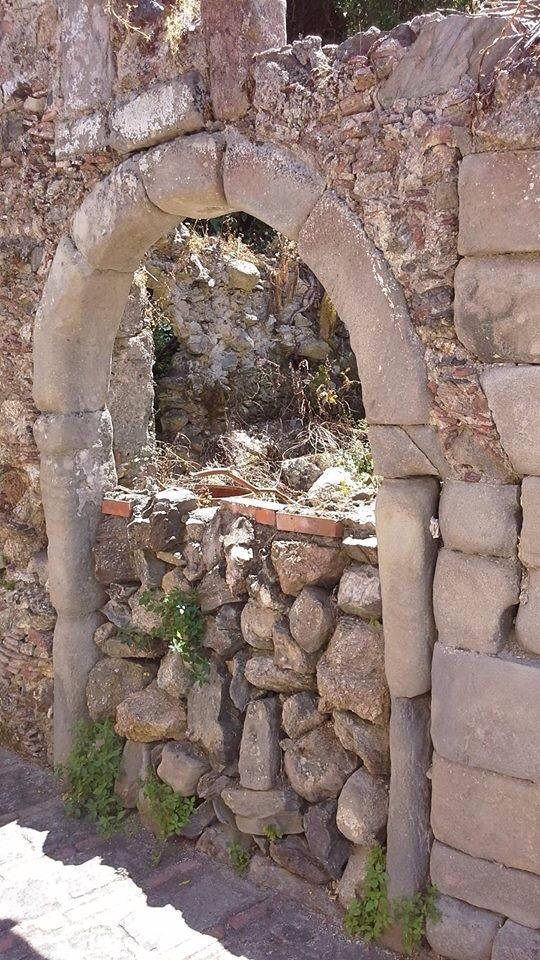
Voormalige synagoge van Savoca, Italië

De Synagoge van Savoca is een ruïne die staat in de gemeente Savoca, te situeren op het Italiaanse eiland Sicilië. De synagoge gaat terug tot de middeleeuwen toen er een Joodse gemeenschap in en rond Savoca leefde, tot in de stad Messina. Zij kwamen samen in de synagoge, die beneden de heuvel van het Castello di Pentefur stond, nabij wat toen het gemeentehuis was en nabij de Sint-Michielskerk.

## Beschrijving
Van het gebouw zijn muurstenen van het gelijkvloers bewaard met twee boogvormige zijvensters. Op haar hoogtepunt bestond de synagoge uit twee verdiepingen boven het gelijkvloers. In de fundering is er een overblijfsel van een reinigingsbekken blootgelegd. 

## Historiek
Het jaar van constructie is onbekend en moet voor 1408 zijn. In het jaar 1408 werd de synagoge vermeld en dit is de oudste beschikbare bron.
In 1470 besliste de Spaanse onderkoning van Sicilië Lope III Ximénez de Urrea y de Bardaixi dat de synagoge van Savoca dicht moest. Ze werd geconfisqueerd. De reden waren de klachten van christenen van geluidsoverlast door Joden tijdens kerkdiensten en tijdens de Goede Week. Het geluidsprobleem bestond al enige tijd in Savoca. De gemeente moest elders een synagoge bouwen; hiertoe moesten de Joden zelf bijdragen betalen. Filippo Sturiale, of met naam in het Siciliaans Fulippu Sturiali, nam zijn intrek in het gebouw als zijn woonst. Sturiale moest de fondsen verzamelen voor de toekomstige bouw van een synagoge. De synagoge moest elders komen, buiten het dorpscentrum. Zo ver kwam het niet.  
In 1492 werd het Verdrijvingsedict uitgevaardigd door de Katholieke Koningen. De Joden moesten het Spaanse Rijk en dus ook Sicilië verlaten. 
In de voormalige synagoge woonden eeuwen lang inwoners van Savoca. In de twintigste eeuw werd het een stal, tot het dak instortte. Het verval versnelde.